# Аламо (индейская резервация)

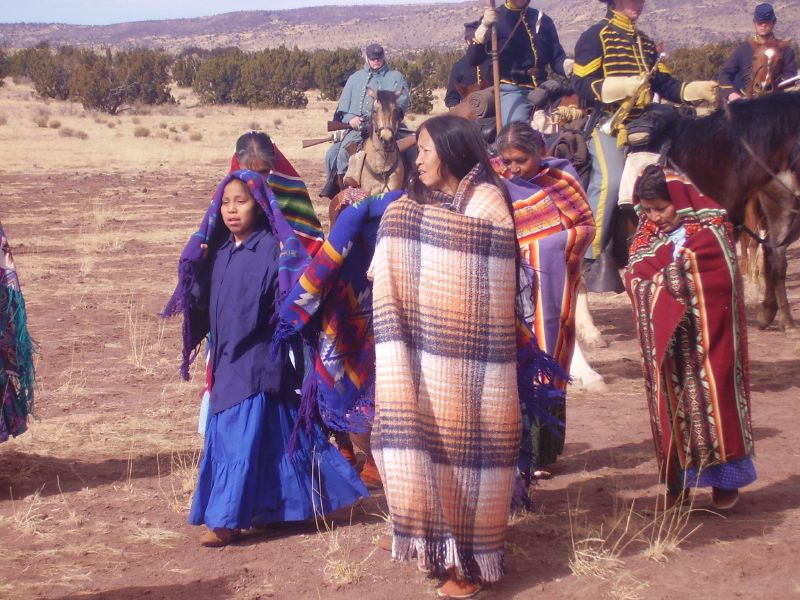
Члены резервации Аламо в старинной одежде для исторической реконструкции.

Аламо (навахо Tʼiistsoh, англ. Alamo Navajo Indian Reservation) — индейская резервация в штате Нью-Мексико, США. Является частью Навахо-Нейшен.

## География
Резервация располагается в центральной части Нью-Мексико, в 354 км  к юго-востоку от столицы Навахо-Нейшен города Уиндоу-Рок, на северо-западе округа Сокорро, рядом с юго-восточной частью индейской резервации Акома. Общая площадь резервации — 256,616 км² (99,08 квадратных миль).

## Демография
По данным федеральной переписи населения 2000 года в резервации проживало почти 2 000 человек.